# Kungslena socken
Kungslena socken i Västergötland ingick i Vartofta härad, ingår sedan 1974 i Tidaholms kommun och motsvarar från 2016 Kungslena distrikt.
Socknens areal är 21,06 kvadratkilometer varav 20,95 land.  År 2000 fanns här 236 invånare.  Kyrkbyn Kungslena med Kungslena kungsgård och sockenkyrkan Kungslena kyrka ligger i socknen.

## Administrativ historik
Socknen har medeltida ursprung. 
Vid kommunreformen 1862 övergick socknens ansvar för de kyrkliga frågorna till Kungslena församling och för de borgerliga frågorna bildades Kungslena landskommun. Landskommunen uppgick 1952 i Dimbo landskommun som upplöstes 1974 då denna del uppgick i Tidaholms kommun. Församlingen uppgick 2006 i Kungslena-Hömbs församling som 2010 uppgick i Varvs församling.
.
1 januari 2016 inrättades distriktet Kungslena, med samma omfattning som församlingen hade 1999/2000.  
Socknen har tillhört län, fögderier, tingslag och domsagor enligt vad som beskrivs i artikeln Vartofta härad. De indelta soldaterna tillhörde Skaraborgs regemente, Livkompaniet och Västgöta regemente, Gudhems kompani.

## Geografi
Kungslena socken ligger öster om Falköping med Varvsberget och Plantaberget i väster. Socknen är en odlingsbygd på Falbygden med skogsbygd i väster med höjder på bergen som når över 300 meter över havet.

## Fornlämningar
Lösfynd och fyra gånggrifter från stenåldern är funna. Från järnåldern finns fyra gravfält, stensättningar och domarringar.
En motteborg ska ha stått på platsen vid tiden för slaget vid Lena 1208, vilken senare brändes ner. Ännu senare lät Birger jarl bygga en borg i tegel, Lenaborg.

## Namnet
Namnet skrevs 1277 Leena och kommer från kyrkbyn. Namnet innehåller plural av len, 'sluttning syftande på Varvsbergets sluttning. Förleden Kungs tillkom redan på medeltiden och syftar på att det var en kronodomän.

## Bildgalleri

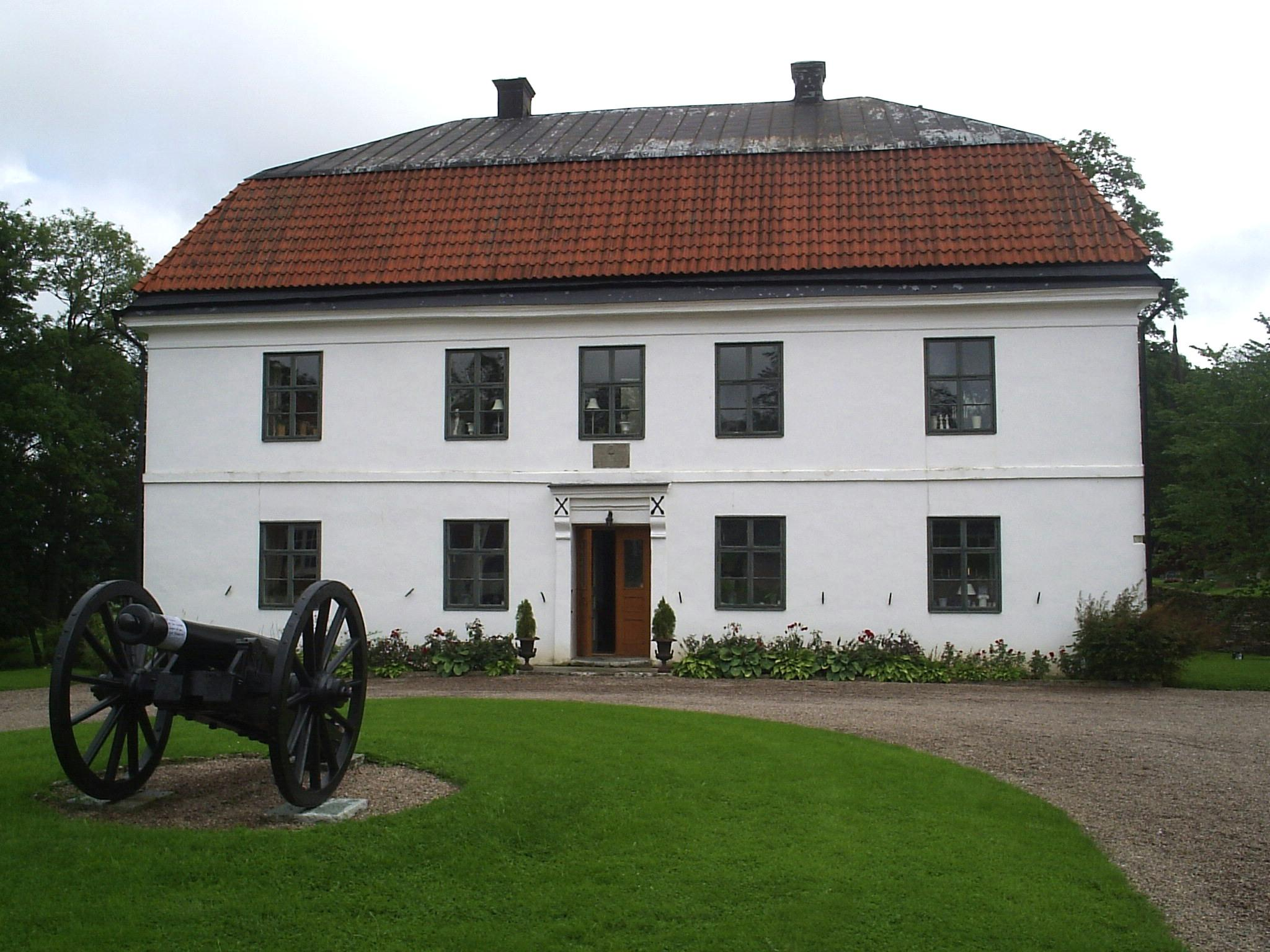
Kungslena kungsgård
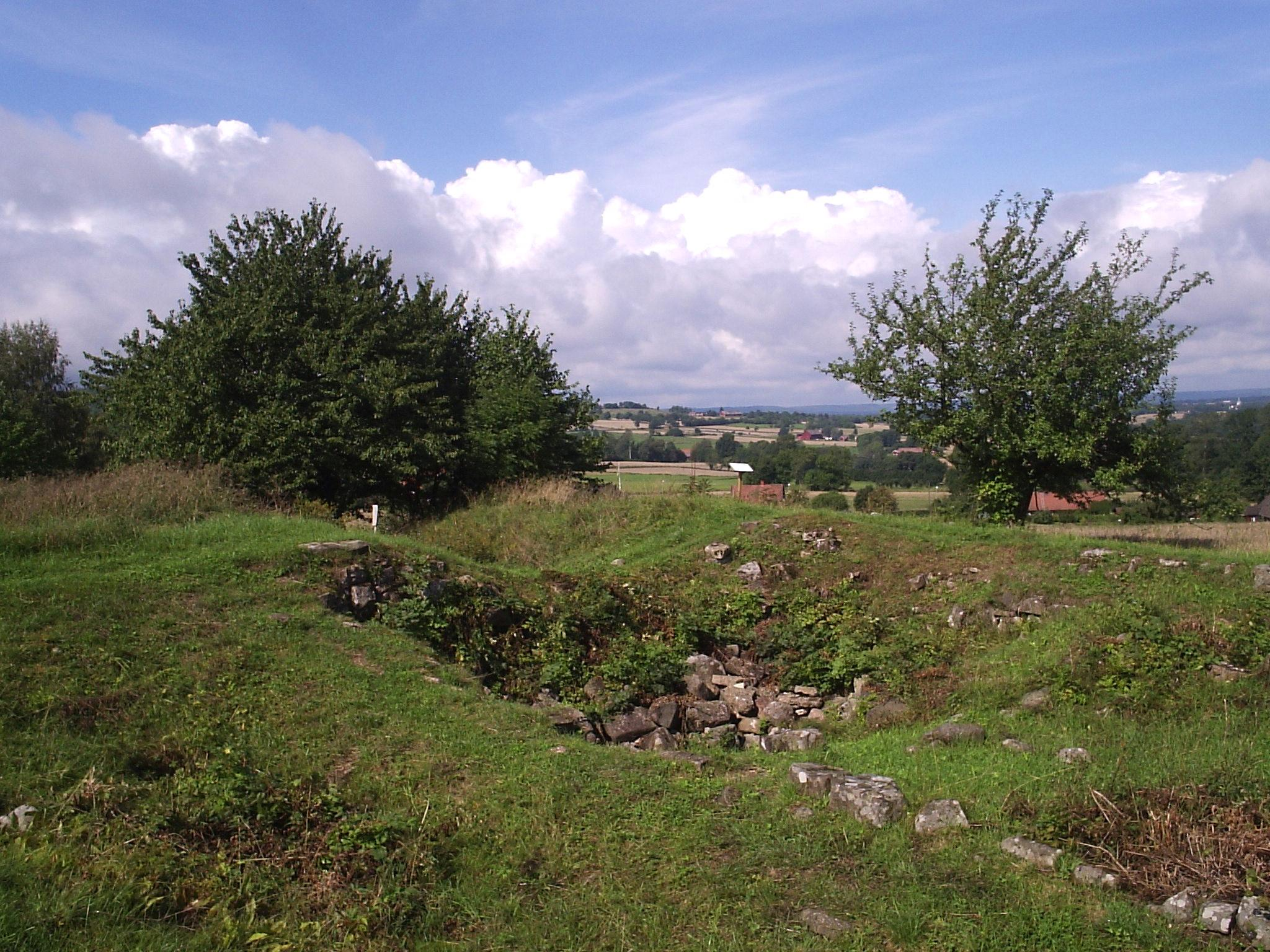
Lenaborg
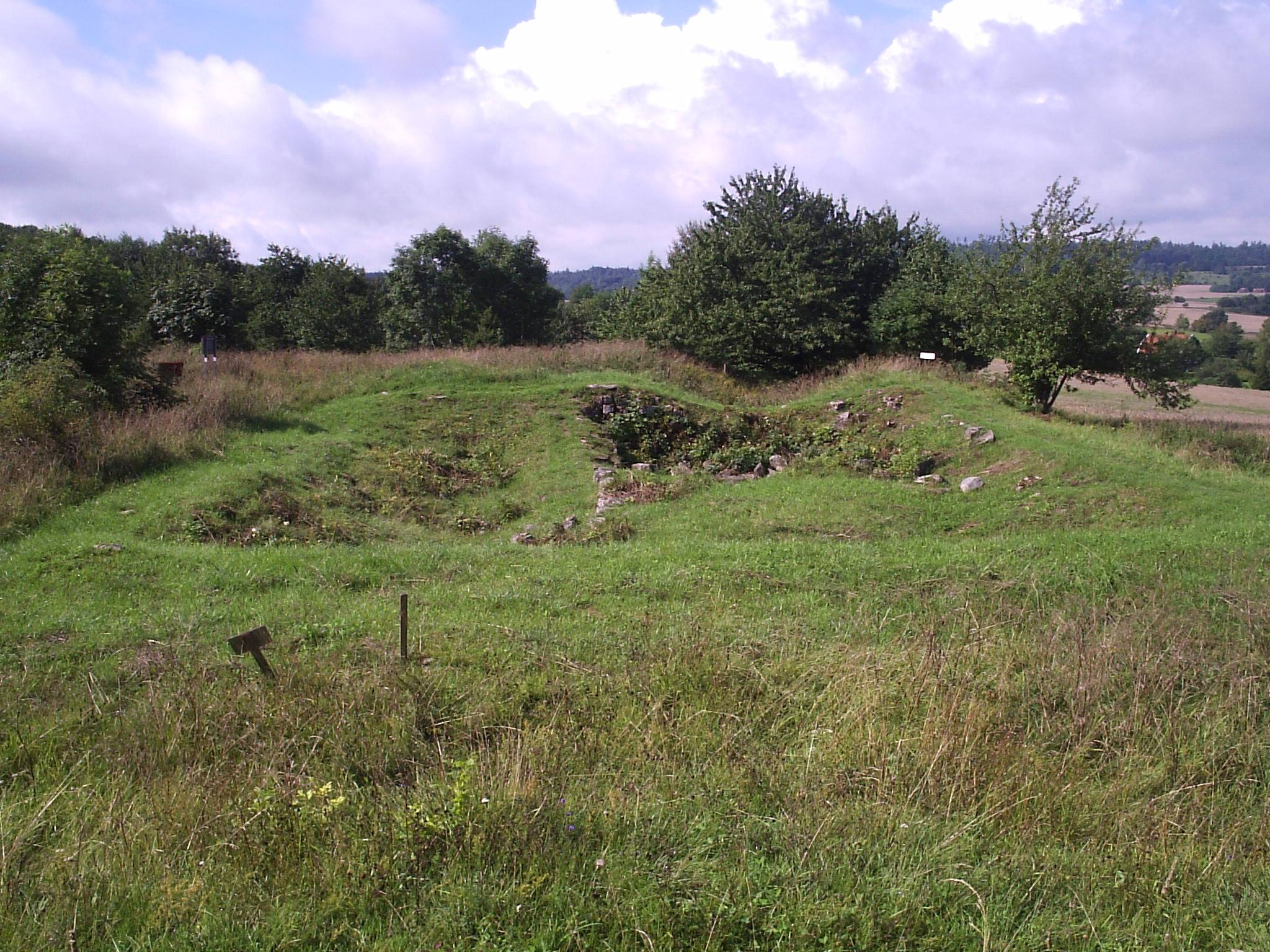
Lenaborg
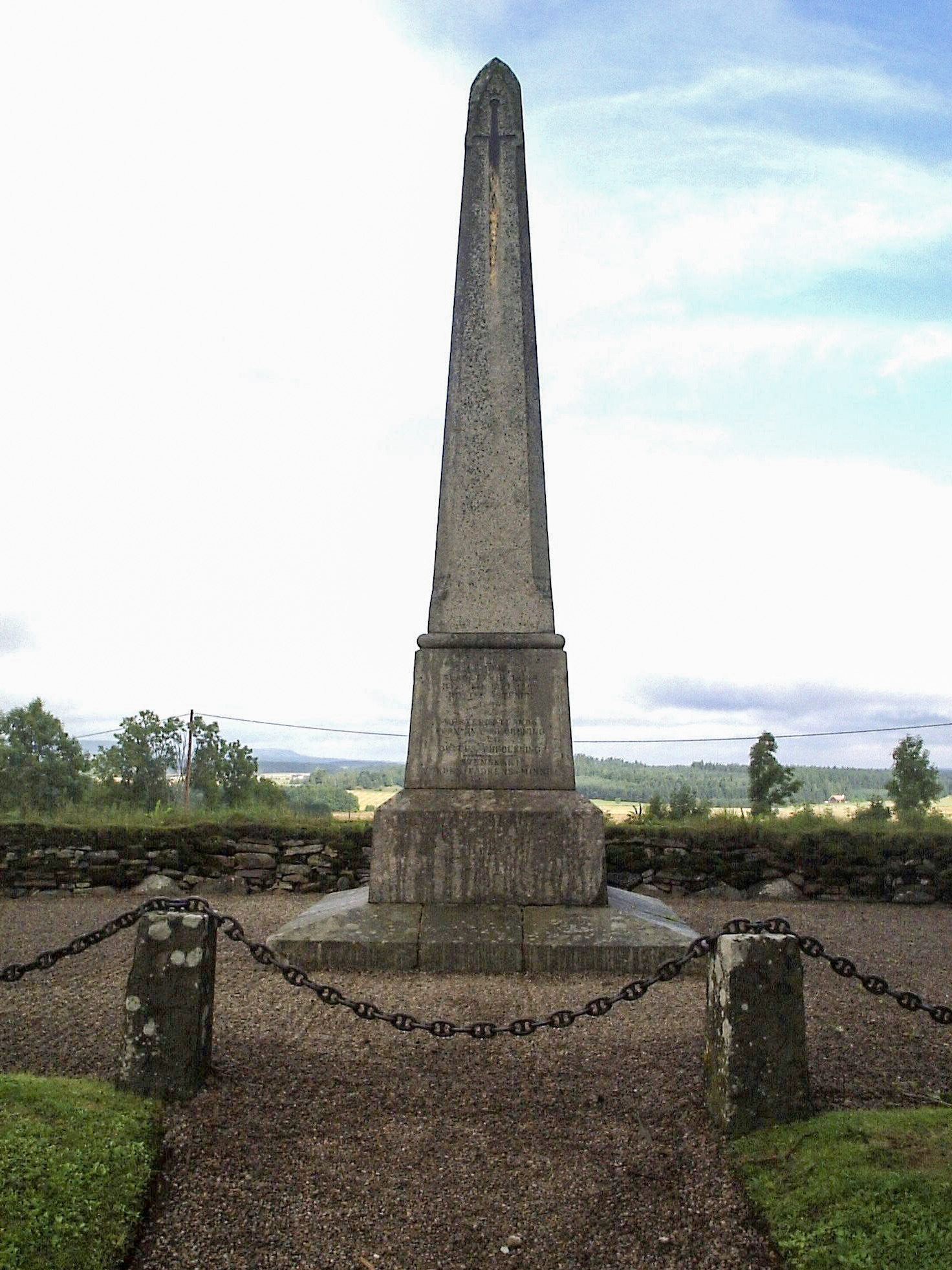
Monument över slaget vid Lena 1208